# Diables Trapelles de Sant Antoni
La colla de Diables Trapelles de Sant Antoni va néixer l'any 2007 a iniciativa de dos ex-membres de colles de diables que van voler crear-ne una d'infantil al barri. Van vestits amb pantalons vermells i una casaca amb caputxa també vermella i el logotip de la colla a l'esquena. Els Diables Trapelles de Sant Antoni participen habitualment en els correfocs populars del barri i també de la ciutat, com ara els de les festes de la Mercè i Santa Eulàlia, la festa dels Súpers i la de Sant Adrià, a més d'algunes trobades de diables.